# بایارد (دلاویر)
بایارد (به انگلیسی: Bayard) یک منطقهٔ مسکونی در ایالات متحده آمریکا است که در شهرستان ساسکس، دلاویر واقع شده‌است. بایارد ۴٫۸۸ متر بالاتر از سطح دریا واقع شده‌است.